# Gahnia rigida
Gahnia rigida is een soort uit de cypergrassenfamilie (Cyperaceae). De soort is inheems in Nieuw-Zeeland, waar hij zowel op het Noordereiland als op het Zuidereiland voorkomt. Hij groeit in kustgebieden en laagland, waar hij aangetroffen wordt in moerassen en drassige en veenachtige gebieden. 